# 盧穆斯岩
65°13′S 65°18′W / 65.217°S 65.300°W
盧穆斯岩（英語：Lumus Rock）是南極洲的岩石，是威廉群島的一部分，處於蘇蒂岩西北面7公里，在1934年至1937年由英國的探險隊發現，在1971年前被稱為盧穆斯礁。